# 中美洲吉拉德食蚊魚
中美洲吉拉德食蚊魚，為輻鰭魚綱鯉齒目鯉齒亞目花鳉科的其中一種，分布於中美洲古巴的淡水流域，體長可達4.4公分，棲息在水質清澈、高容氧、礫石底質的溪流、水塘，屬雜食性，以藻類、水生植物、昆蟲幼蟲等為食。

## 擴展閱讀
維基物種上的相關：中美洲吉拉德食蚊魚